# Billy-Chevannes
Pour les articles homonymes, voir Billy et Chevannes.
Billy-Chevannes est une commune française située dans le département de la Nièvre, en région Bourgogne-Franche-Comté.

## Géographie
La commune de Billy-Chevannes, à 24 km à l’est de Nevers, fait partie de la communauté de communes Amognes Cœur du Nivernais. La commune s’étend sur 23 km², avec une densité de 15,1 habitants par km² (INSEE 2010). Son altitude varie entre un minimum de 234 mètres et un maximum de 428 mètres (colline du Bois-Château) pour une altitude moyenne de 331 mètres. Deux kilomètres séparent les deux bourgs constituant la commune (bourg de Billy, Chevannes), qui comprend également de nombreux hameaux.
Pays d'élevage, la commune offre des paysages très variés, alternant de grandes étendues forestières (Bois de Billy - zone Natura 2000 des Bocages, Forêts et Milieux humides des Amognes et du Bassin de La Machine), des coteaux abrupts (Pranté, Dumphlun, le Mont) et un vaste paysage de bocages.

### Hydrographie
L'Andarge prend sa source à Billy-Chevannes (Le Bourg). D'une longueur totale de 26,5 km, cette rivière se jette dans l'Aron à Champvert, avant que celui-ci ne rejoigne la Loire entre Decize et Saint-Léger des Vignes. Cette rivière présente des fluctuations saisonnières de débit marquées. Les hautes eaux se déroulent en fin d'automne et, en hiver, se caractérisent par des débits mensuels moyens allant de 0,83 à 1,64 m3/s, de novembre à avril inclus (avec un maximum très net en janvier et surtout février). À partir du mois de mars, le débit baisse cependant progressivement, ce qui mène aux basses eaux d'été qui ont lieu de juillet à septembre inclus, s'accompagnant d'une baisse du débit mensuel moyen jusqu'au plancher de 0,078 m3/s au mois d'août (données de la station hydrologique de Diennes-Aubigny).
Billy-Chevannes compte de nombreux lavoirs d'intérêt patrimonial, notamment à Chevannes, Billy, Criens, Nanteuil, Bourguerault, Dumphlun et Semelin, pour lesquels la commune a engagé une importante action de restauration et de valorisation.

### Villages, hameaux, lieux-dits, écarts
- Bois-Rétif
- Bourguerault
- Chevannes
- Criens
- Dumphlun
- le Mont
- Mussier
- Nanteuil
- Patry
- Playnes
- Prante
- Semelin

### Climat
Pour des articles plus généraux, voir Climat de la Bourgogne-Franche-Comté et Climat de la Nièvre.
En 2010, le climat de la commune est de type climat des marges montargnardes, selon une étude du Centre national de la recherche scientifique s'appuyant sur une série de données couvrant la période 1971-2000. En 2020, Météo-France publie une typologie des climats de la France métropolitaine dans laquelle la commune est exposée à un climat océanique altéré et est dans la région climatique  Centre et contreforts nord du Massif Central, caractérisée par un air sec en été et un bon ensoleillement. 
Pour la période 1971-2000, la température annuelle moyenne est de 10,9 °C, avec une amplitude thermique annuelle de 15,9 °C. Le cumul annuel moyen de précipitations est de 1 061 mm, avec 13,6 jours de précipitations en janvier et 8,4 jours en juillet. Pour la période 1991-2020, la température moyenne annuelle observée sur la station météorologique de Météo-France la plus proche, « Ourouer », sur la commune de Vaux d'Amognes à 12 km à vol d'oiseau, est de 11,3 °C et le cumul annuel moyen de précipitations est de 889,3 mm. 
La température maximale relevée sur cette station est de 41,5 °C, atteinte le 7 août 2003 ; la température minimale est de −13,5 °C, atteinte le 1er mars 2005,,. 
Les paramètres climatiques de la commune ont été estimés pour le milieu du siècle (2041-2070) selon différents scénarios d'émission de gaz à effet de serre à partir des nouvelles projections climatiques de référence DRIAS-2020. Ils sont consultables sur un site dédié publié par Météo-France en novembre 2022.

## Urbanisme

### Typologie
Au 1er janvier 2024, Billy-Chevannes est catégorisée commune rurale à habitat très dispersé, selon la nouvelle grille communale de densité à sept niveaux définie par l'Insee en 2022.
Elle est située hors unité urbaine. Par ailleurs la commune fait partie de l'aire d'attraction de Nevers, dont elle est une commune de la couronne,. Cette aire, qui regroupe 93 communes, est catégorisée dans les aires de 50 000 à moins de 200 000 habitants,.

### Occupation des sols
L'occupation des sols de la commune, telle qu'elle ressort de la base de données européenne d’occupation biophysique des sols Corine Land Cover (CLC), est marquée par l'importance des territoires agricoles (73,4 % en 2018), une proportion identique à celle de 1990 (73,4 %). La répartition détaillée en 2018 est la suivante : 
terres arables (38,8 %), prairies (32,4 %), forêts (26,6 %), zones agricoles hétérogènes (2,2 %). L'évolution de l’occupation des sols de la commune et de ses infrastructures peut être observée sur les différentes représentations cartographiques du territoire : la carte de Cassini (XVIIIe siècle), la carte d'état-major (1820-1866) et les cartes ou photos aériennes de l'IGN pour la période actuelle (1950 à aujourd'hui).

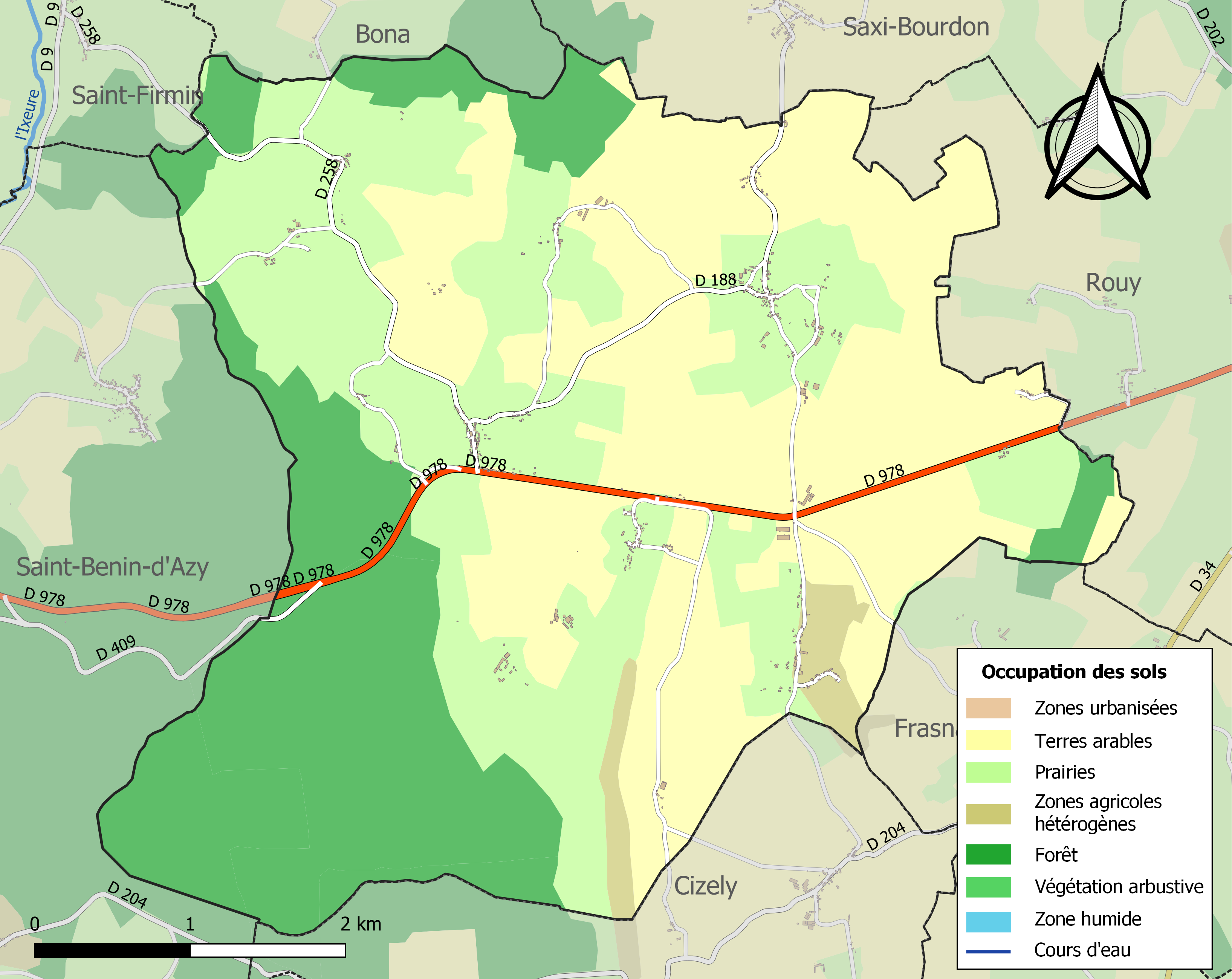
Carte des infrastructures et de l'occupation des sols de la commune en 2018 (CLC).

## Toponymie
Billy : le nom (Bylliacum) pourrait provenir du gallo-romain bilia (bille de bois)
Chevannes : du bas-latin capanna, désignant une hutte et qui a donné le mot « cabane ».

## Histoire
Billy-Chevannes s'élève sur un site occupé dès l'époque protohistorique, comme en témoignent certains sites identifiés au XIXe siècle (butte avec trace de défense d'occupation à Nanteuil, tumulus voisin dans la commune de Cizely au lieu-dit la Segangeotte) ainsi que certains toponymes d'origine celte.
L’origine de la commune se trouve dans la motte située non loin de la route nationale, dans le pré dit du "Vieux Château", où s'élevait au Moyen Âge un château fort occupé par les seigneurs de Billy, probablement de la même famille que les Billy, vicomtes de Clamecy. Ils relevaient du seigneur de Châtillon-en-Bazois. Au XIVe siècle, Jean de Billy participe à la lutte contre l'invasion des Anglais contre lesquels il semble protéger les seigneurs alentour, notamment celui de Cizely, qui lui rend hommage à cette époque. Son fils, Philibert de Billy, marié à Jeanne de Saint-Aubin, fille du chambellan du roi et du duc de Bourgogne, fut un grand seigneur, qui répondit à l'appel du duc Jean sans Peur et participa à la reprise de Château-Chinon que les Armagnacs avaient envahi (1412).
Après la mort de Philibert de Billy (après 1418), sa fille Philiberte épouse Philibert de La Perrière, auquel elle apporte tous ses biens. Le château de Billy fut ensuite très endommagé au cours des combats qui reprirent à partir de l'assassinat de Jean sans Peur en 1419. Le château est pris par les Anglais en 1428, sa ruine date probablement de cette époque (les derniers vestiges sont démantelés vers 1840). C'est désormais au château de Frasnay-le-Ravier que vivent les descendants de Philibert de La Perrière : son fils Claude et son petit-fils Gabriel de La Perrière (mort avant 1575), chevalier de l'ordre du roi, premier lieutenant-général en Nivernais, seigneur de Billy, Frasnay et Bazoches (par sa femme Charlotte de Montmorillon), aïeul du Maréchal de Vauban. Des cinq enfants de Gabriel de La Perrière, son fils Léonard reprend la seigneurie de Billy, qui passe ensuite à sa petite-fille, Chrétienne de La Perrière, épouse de Charles de Rémigny, baron de Joux, d'une ancienne famille de Bourgogne qui possédait la seigneurie de Joux-le-Châtel
Au XVe siècle, alors que l'ancien château de Billy a été détruit pendant la guerre de Cent Ans, un autre château est construit plus au sud, à partir d'une ancienne tour de guet, sur le promontoire de Dumphlun. Construit par Philibert d'Anlezy, écuyer, homme d’armes en 1467, maître d’hôtel de la Comtesse de Nevers en 1475, mort avant 1489, il passera ensuite à Imbert d'Anlezy, vétéran des guerres d'Italie, l'un des cent gentilshommes de la Maison du Roi, auteur d'un Livre sur la Fortune dédié au jeune duc d'Alençon. Le château de Dumphlun restera dans cette importante famille du Nivernais jusqu'à la fin du XVIe siècle pour revenir ensuite par alliance à la famille de Cossaye, qui le vendra en 1642 à Paul-Louis de Remigny, fils de Charles de Rémigny et de Chrétienne de La Perrière, seigneur de Billy, époux de Catherine de Chastellux (1640, décédée en 1641) puis de Jeanne Bolacre (1645).
Aux XVIIe siècle et XVIIIe siècle, la famille de Rémigny va considérablement agrandir le château de Dumphlun à partir de l'ancien corps de logis Renaissance. Jean-Baptiste François Angélique de Rémigny (1710-1787), également seigneur de Cigogne et de Saint-Franchy, élabore un grand projet architectural avec une nouvelle aile  Inscrit MH (1980) et des bâtiments de ferme aux grands volumes  Inscrit MH (2021), typiques des "fermes ornées" qui apparaissent alors en France. La famille de Rémigny disparaîtra peu après la Révolution française lors de laquelle plusieurs de ses membres seront guillotinés. Le marquis Angélique Louis Marie de Rémigny, inscrit sur la liste des émigrés, s'éteint en 1803, laissant un jeune fils qui mourra en 1821. Dumphlun est vendu en 1814 et sera ensuite la propriété des familles Boucher puis Guény.
S'agissant de Chevannes, il s'agit d'une ancienne paroisse qui relevait de l'archiprêtré de Châtillon-en-Bazois. Cette seigneurie dépendait des familles de Pracomtal et Doreau.
Vers 1791-1792, la commune de Chevannes-Gazeau est rattachée à celle de Billy. La nouvelle commune prend alors le nom de Billy-Chevannes et compte jusqu’à 1 107 habitants en 1861.
En 1867-1868, l'église Saint-Marcel est construite en remplacement d'une précédente église beaucoup plus ancienne. Elle est consacrée le 17 septembre 1868 par monseigneur Fourcade, évêque de Nevers.
À Chevannes demeure la très pure église romane Saint-Antoine,  Classé MH (1989). Endommagée par un incendie à la fin des années 1970, elle a depuis bénéficié de la mobilisation des habitants et de la commune pour sa restauration, avec la création de l'association "Chevannes dans le temps".
Billy-Chevannes n'a pas été épargné pendant la Deuxième Guerre mondiale, avec notamment l'incendie et la destruction du château de Playnes (XIXe siècle) par les troupes allemandes.

## Politique et administration
Billy-Chevannes appartient à la communauté de communes Amognes Cœur du Nivernais.
| Période                                  | Période  | Identité          | Étiquette   | Qualité                                                 |
| ---------------------------------------- | -------- | ----------------- | ----------- | ------------------------------------------------------- |
| 1932                                     | 1976     | Robert Guény      | indépendant | Président du conseil général de la Nièvre 1949-1964     |
| 1976                                     | 1995     | Bernard Roy       | SE          |                                                         |
| 1995                                     | 2001     | Jean Commaille    |             |                                                         |
| 2001                                     | 2014     | Christian Caquard |             |                                                         |
| mars 2014                                | en cours | Alain Vallet      | SE          | Suppléant du conseiller départemental DVD Marc Gauthier |
| Les données manquantes sont à compléter. |          |                   |             |                                                         |

## Démographie
L'évolution du nombre d'habitants est connue à travers les recensements de la population effectués dans la commune depuis 1793. Pour les communes de moins de 10 000 habitants, une enquête de recensement portant sur toute la population est réalisée tous les cinq ans, les populations de référence des années intermédiaires étant quant à elles estimées par interpolation ou extrapolation. Pour la commune, le premier recensement exhaustif entrant dans le cadre du nouveau dispositif a été réalisé en 2007.

En 2022, la commune comptait 316 habitants, en évolution de −2,47 % par rapport à 2016 (Nièvre : −3,28 %, France hors Mayotte : +2,11 %).
| 1793 | 1800 | 1806 | 1821 | 1831 | 1836 | 1841  | 1846  | 1851 |
| ---- | ---- | ---- | ---- | ---- | ---- | ----- | ----- | ---- |
| 804  | 763  | 737  | 845  | 898  | 865  | 1 002 | 1 093 | 990  |

| 1856 | 1861  | 1866  | 1872  | 1876  | 1881  | 1886 | 1891 | 1896 |
| ---- | ----- | ----- | ----- | ----- | ----- | ---- | ---- | ---- |
| 972  | 1 107 | 1 102 | 1 063 | 1 046 | 1 054 | 932  | 900  | 873  |

| 1901 | 1906 | 1911 | 1921 | 1926 | 1931 | 1936 | 1946 | 1954 |
| ---- | ---- | ---- | ---- | ---- | ---- | ---- | ---- | ---- |
| 827  | 769  | 707  | 601  | 598  | 489  | 467  | 463  | 464  |

| 1962 | 1968 | 1975 | 1982 | 1990 | 1999 | 2006 | 2007 | 2012 |
| ---- | ---- | ---- | ---- | ---- | ---- | ---- | ---- | ---- |
| 402  | 369  | 361  | 288  | 271  | 276  | 341  | 350  | 353  |

| 2017 | 2022 | - | - | - | - | - | - | - |
| ---- | ---- | - | - | - | - | - | - | - |
| 308  | 316  | - | - | - | - | - | - | - |

## Culture locale et patrimoine

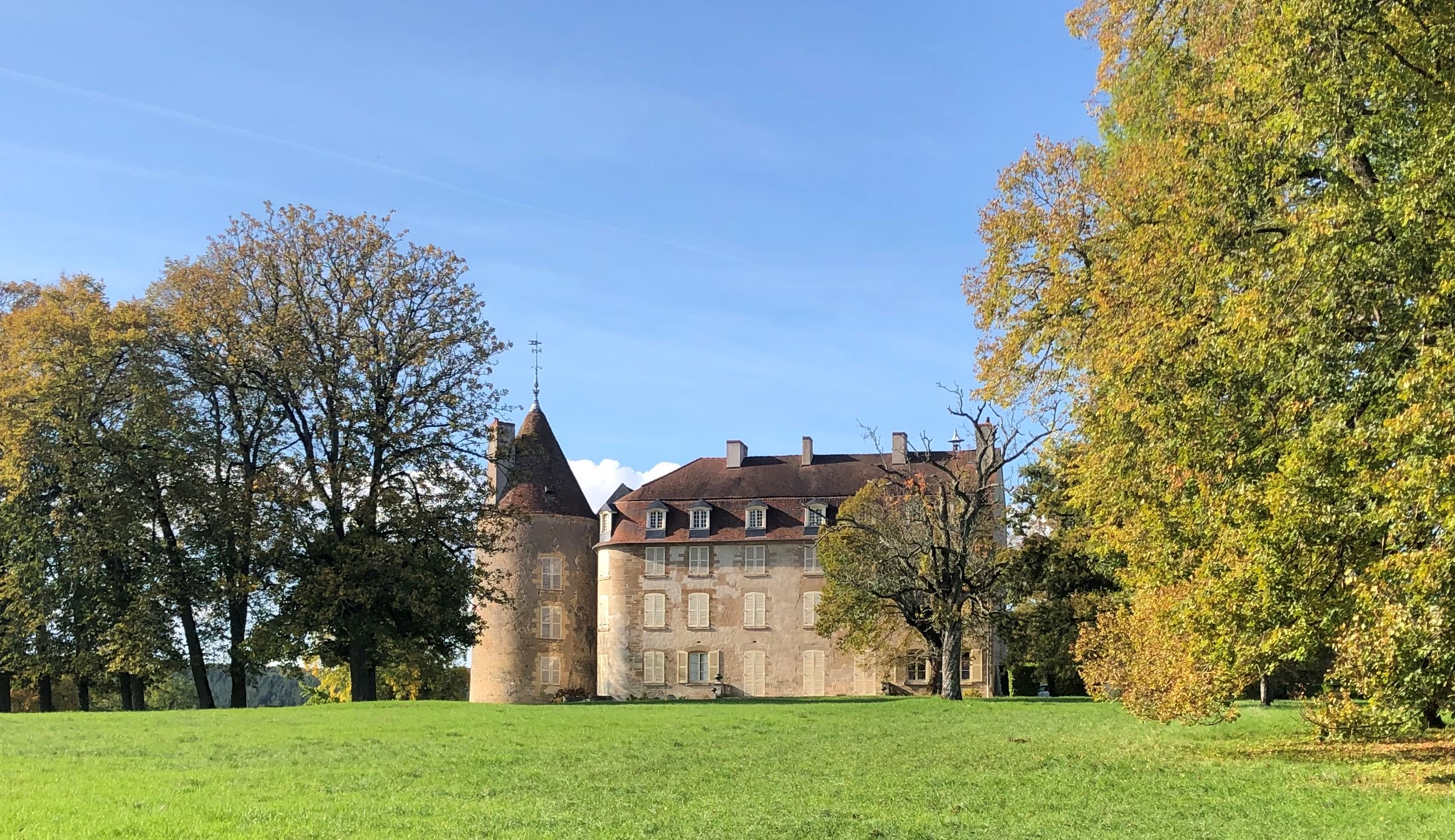
Château de Dumphlun.

### Lieux et œuvres notables
- Église Saint-Antoine de Billy-Chevannes : très pure église romane à Chevannes, datant du XIe siècle. Elle présente une nef non voûtée, ainsi qu'une abside en cul de four étayée par des contreforts plats,  Classé MH (1989).
- L'ancien cimetière n'a pas été déplacé et se trouve toujours autour de l'église, qui n'est plus consacrée au culte.
- Église Saint-Marcel : actuelle église paroissiale qui date de la seconde moitié du XIXe siècle. De style roman, elle remplace un édifice beaucoup plus ancien à la construction contemporaine de celle de Chevannes. Elle renferme d'intéressantes œuvres d'art religieux :
  - Moine assis, en bois polychrome, qui provient de l'église Saint-Antoine de Chevannes où il se trouvait jusqu'en 1954. Il est  Classé MH (1913). Il a perdu sa main droite[23].
  - Vierge à l'Enfant, en bois polychrome, de style baroque, dans le goût espagnol provenant de l'église de Billy elle est exposée sur un autel à l'est du collatéral sud, elle est  Classé MH (1913)[24].
  - Saint Antoine, statue en pierre calcaire de la fin du XVe siècle, qui provient de l'ancienne église Saint-Antoine et transférée ici en 1954, elle possède des traces de polychromie, elle est  Classé MH (1913)[25].
  - Saint Christophe, pierre du XVe siècle,  Classé MH (1913). Elle était jusqu'en 1954 dans la nef de l'église Saint-Antoine de Chevannes[26].
- Château de Dumphlun : château construit entre le XIVe siècle et le XVIIIe siècle[27], ayant appartenu à plusieurs grandes familles du Nivernais, notamment les familles d'Anlezy et Rémigny ;  Inscrit MH (1980) Notice no PA00112808, sur la plateforme ouverte du patrimoine, base Mérimée, ministère français de la Culture ; vaste ferme-modèle adjacente des XVIIe siècle et XVIIIe siècle  Inscrit MH (2021)[28] ; longue allée d'accès bordée de platanes  Inscrit MH (2021) ; ouvert à la visite[29].

### Personnalités liées à la commune
- Victor Gueneau (1835-1919), écrivain et historien français, consacra un important travail de recherche à l'histoire de Billy-Chevannes et de la seigneurie de Billy et Dumphlun.
- Chantal Jeux, paysanne caractérielle qui a été le sujet d'un reportage de striptease et qui bénéficie de vagues de popularité sur la toile de par les rediffusions de l'épisode sur la plateforme YouTube.